# Guglielmo II (vescovo di Torino)
Guglielmo II di Torino (... – Torino, 928) è stato un vescovo italiano.

## Biografia
Guglielmo II fu vescovo di Torino dal 906 al 928, ovvero nel periodo immediatamente successivo alle scorrerie perpetrate in Piemonte dai pirati saraceni che distrussero e saccheggiarono molte chiese della diocesi.
Accolse i monaci profughi dall'Abbazia piemontese di Novalesa, di cui fu il protettore. Alcune fonti lo riportano anche come sospeso dall'incarico di vescovo per tre anni dal Papa, ma l'informazione risulta infondata.
Morì a Torino probabilmente attorno al 928.